# Dębinka (województwo lubuskie)
Dębinka (niem. Eichenrode (N.L.), do 1937 r. Tzschecheln) – wieś w Polsce, położona w województwie lubuskim, w powiecie żarskim, w gminie Trzebiel.
W latach 1954–1957 wieś należała i była siedzibą władz gromady Dębinka, po jej zniesieniu w gromadzie Trzebiel. W latach 1975–1998 miejscowość należała administracyjnie do województwa zielonogórskiego.

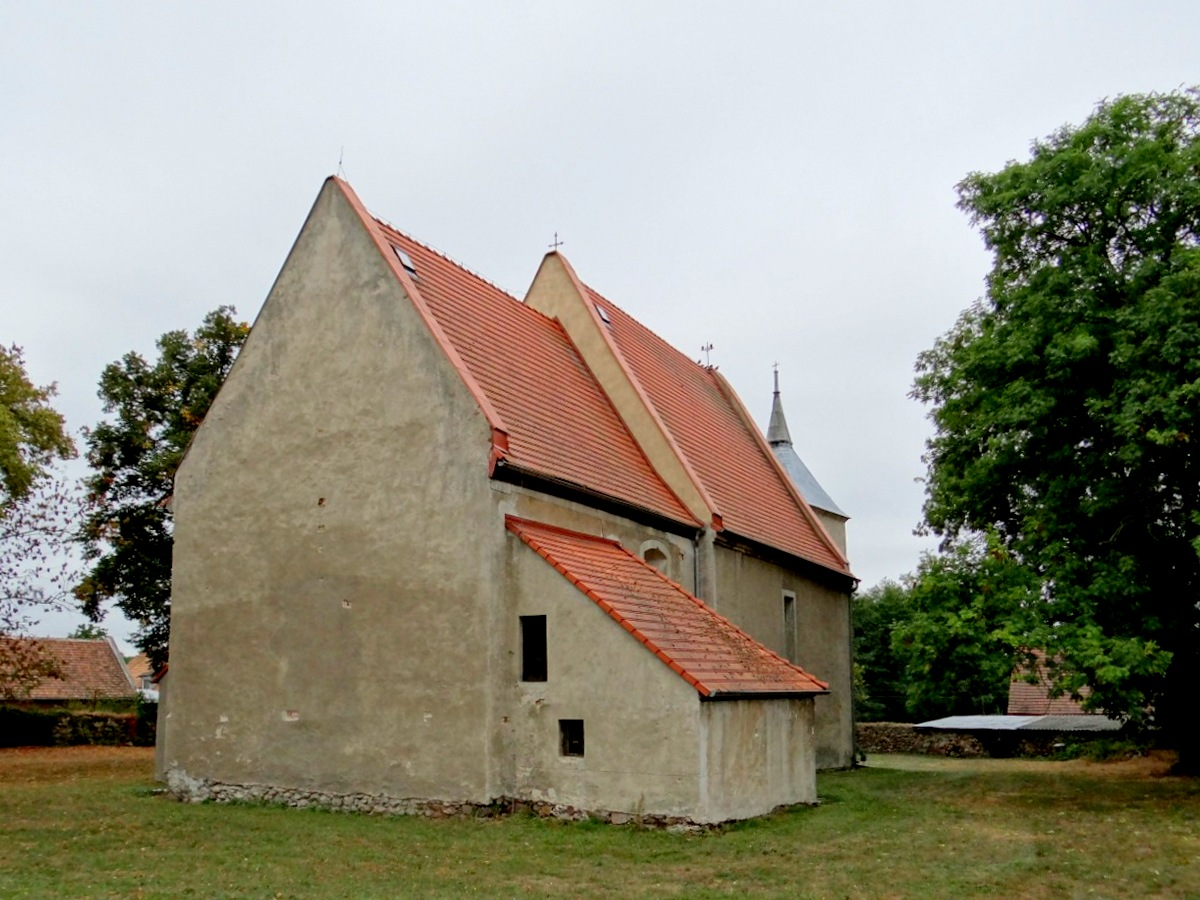
Kościół Podwyższenia Krzyża Świętego

## Nazwa
15 marca 1947 r. ustalono urzędową polską nazwę miejscowości – Dębinka, określając drugi przypadek jako Dębinki, a przymiotnik – dębinecki.

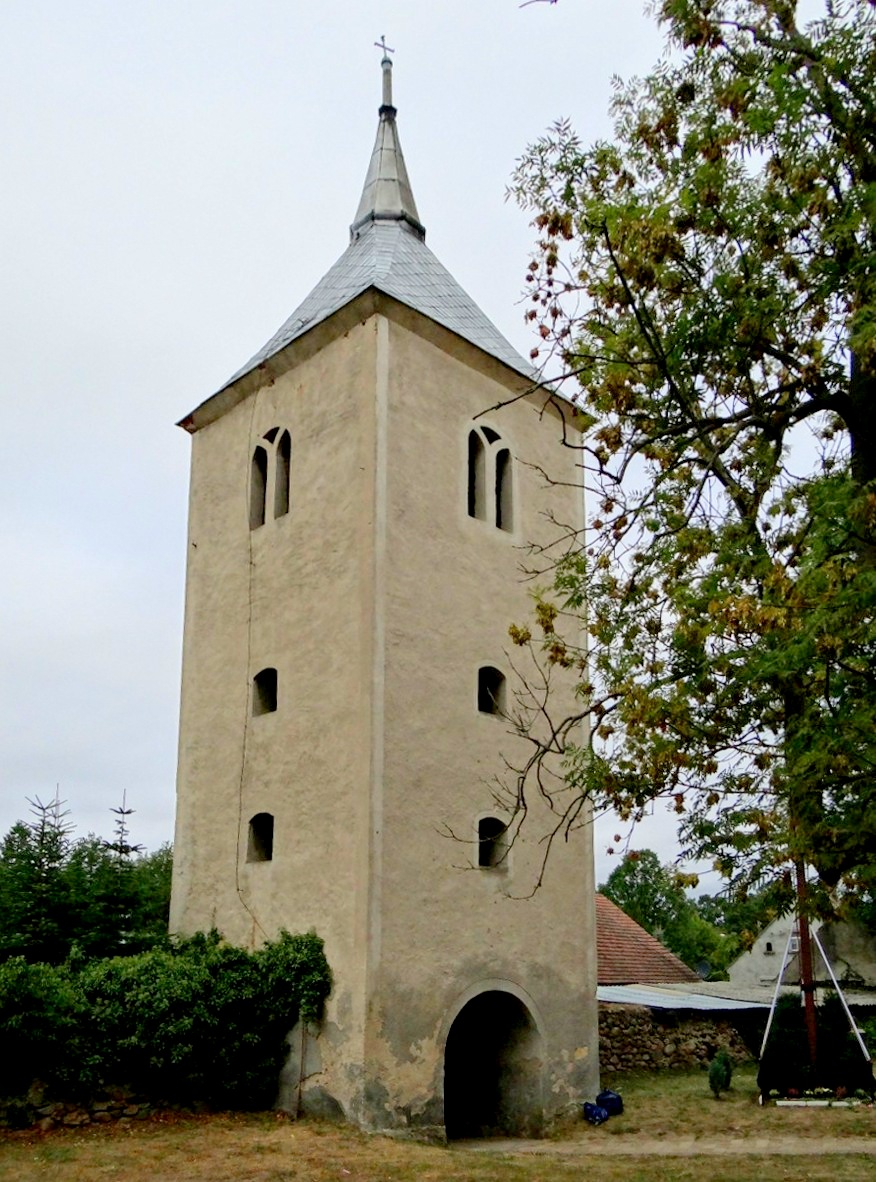
Dzwonnica - brama z 1618 roku

## Zabytki
Do wojewódzkiego rejestru zabytków wpisane są:
- kościół filialny pod wezwaniem Podwyższenia Krzyża Świętego[6], z XIV wieku, przebudowany w XVII–XVIII wieku
- dzwonnica-brama
- zespół pałacowy i folwarczny:
  - Pałac w Dębince z XVI w., przebudowany w XVIII/XIX/XX w.
  - park z XIX w.
  - ogrodzenie, murowane, z 1913 r.
  - folwark, z XIX/XX w.: 
    - wozownia
    - stodoła
    - stajnia
    - budynek gospodarczy, wielofunkcyjny.